# George M. Seiders
George M. Seiders (* 15. Januar 1844 in Union, Maine; † 26. Mai 1915 in Portland, Maine) war ein US-amerikanischer Anwalt und Politiker, der von 1901 bis 1904 Maine Attorney General war.

## Leben
George Melville Seiders wurde als Sohn von Henry Seiders und Mary W. Starrett in Union, Maine geboren. Er hatte neun Geschwister. Er besuchte die Schule in Union und noch während seiner High-School-Zeit wurde er in die Kompanie B der 24. Maine Volunteer Infantry eingezogen. Dort war er Corporal. Mit seinem Regiment wurde er auf einer Seepassage nach New Orleans verlegt, dann über Bonnet Carre, wo er an Typhus erkrankte nach Port Hudson. Ein Bruder von Seiders starb in New Orleans am Gelbfieber und ein weiterer Bruder überlebte eine Seepassage nach New Orleans nicht, er war Seemann. Nach dem Fall von Vicksburg wurde sein Regiment zurück über Chicago, Boston und Augusta nach Maine verlegt und am 25. August 1863 wurde er ausgemustert.
Danach arbeitete er auf der Farm seines Vaters in Union. Anschließend zog er nach Portland und arbeitete in einer Maschinenfabrik. Doch da er eine gute Grundbildung besaß, riet ihm der Vorarbeiter der Fabrik, dort die Arbeit zu kündigen und stattdessen seine Ausbildung zu beenden. Diesem Rat folgend arbeitete er im Winter als Lehrer an einer Winterschule in Tenants Harbor, und im Sommer studierte er an der Lincoln Academy in New Castle, um sich aufs College vorzubereiten. Anschließend besuchte er das Bowdoin College, an welchem er im Jahr 1872 seinen Abschluss machte.
Nach seinem Abschluss wurde er Schulleiter des Greeley Institute in Cumberland, dort blieb er zwei Jahre. Anschließend war er Konrektor der High School in Waltham, Massachusetts. Dort blieb er ein Jahr, und für das Schuljahr 1875 bis 1876 wurde ihm eine Professur der Episcopal Academy in Cheshire in Connecticut angeboten, die er annahm. Während er dort arbeitete, studierte er gleichzeitig Rechtswissenschaften. Nach Ablauf der Professur kehrte er nach Portland zurück und vervollständigte seine Studien in der Kanzlei von Thomas B. Reed. Im Jahr 1878 erhielt er seine Zulassung als Anwalt. Kurze Zeit führte er eine eigene Kanzlei, doch nach wenigen Monaten kehrte er in die Kanzlei von Reed als Partner zurück. Im Jahr 1893 formte er eine weitere Partnerschaft mit Frederick V. Chase unter dem Namen Seiders & Chase.
Er wurde im Jahr 1885 zum County Attorney des Cumberland Countys gewählt und im Jahr 1887 erneut gewählt. Während dieser Zeit führte er neben den Fällen als Staatsanwalt auch Fälle mit seiner privaten Kanzlei. Hier gewann er zwei bedeutende Mordfälle gegen den Staat, die weites Aufsehen erregten.
Als Mitglied der Republikanischen Partei gehörte Seiders von 1878 dem Repräsentantenhaus von Maine an, und in den Jahren 1892 und 1894 wurde er in den Senat von Maine gewählt. Später war er der Präsident des Senats.
Seiders war Mitglied der Freimaurer. Er gehörte dem Bosworth Post, Grand Army of the Republic der Bramhall Lodge und den Knights of Pythias an. Zudem war er viele Jahre aktives Mitglied der Kongregationalen Kirche.
Im November 1874 heiratete er Clarice S. Hayes, Tochter von Isaac S. Hayes. Das Paar hatte drei Kinder. Er starb am 26. Mai 1915 in Portland. Sein Grab befindet sich auf dem Evergreen Cemetery in Portland, Maine.